# Price Your Bike
A equipa de ciclismo Price Your Bike é uma antiga equipa de ciclismo suíça que participou nos circuitos continentais de ciclismo e em particular o UCI Europe Tour. No final de 2011, a equipa desaparece, após seis anos de existência.

## Classificações UCI
A equipa participou nas provas das circuitos continentais e em particular do UCI Europe Tour. O quadro abaixo apresenta as classificações da equipa nos circuitos, bem como o seu melhor corredor à classificação individual.
UCI America Tour
| Temporada | Classificação por equipas | Melhor corredor na classificação individual |
| --------- | ------------------------- | ------------------------------------------- |
| 2009      | 23.º                      | Nico Keinath (78.º)                         |

## Estações precedentes
Elenco
Vitórias
Elenco
Vitórias
Elenco
| Ciclista             | Data de nascimento | País     | Equipa 2007                  |
| -------------------- | ------------------ | -------- | ---------------------------- |
| Danilo Andrenacci    | 07.02.1978         | Itália   | Ex-pró                       |
| Fader Ardila         | 08.06.1984         | Colômbia | Néo-pró                      |
| Michael Bär          | 12.01.1988         | Suíça    |                              |
| Armando Camelo       | 26.01.1981         | Itália   | Néo-pró                      |
| Sante Di Nizio       | 05.03.1984         | Itália   | Néo-pró                      |
| Christopher Duperrut | 18.09.1988         | Suíça    |                              |
| Tobias Eggli         | 19.06.1986         | Suíça    |                              |
| Marco Ghiselli       | 19.05.1982         | Itália   | Néo-pró                      |
| Daniel Henggeler     | 29.12.1988         | Suíça    | Néo-pró                      |
| Pasquale Iachini     | 08.07.1984         | Itália   | Néo-pró                      |
| Julián David Muñoz   | 15.08.1983         | Colômbia | Néo-pró                      |
| Americo Novembrini   | 08.08.1986         | Itália   | Néo-pró                      |
| Bernhard Oberholzer  | 08.09.1985         | Suíça    |                              |
| Michael Randin       | 29.01.1985         | Suíça    |                              |
| Florian Salzinger    | 05.07.1983         | Alemanha |                              |
| Philippe Schnyder    | 17.03.1978         | Suíça    | Serramenti PVC Diquigiovanni |

Vitórias
| Data       | Corrida                     | País   | Classe | Vencedor          |
| ---------- | --------------------------- | ------ | ------ | ----------------- |
| 16/06/2008 | 1.ª etapa da Volta à Sérvia | Sérvia | 2.2    | Danilo Andrenacci |

Elenco
| Ciclista             | Data de nascimento | Nacionalidade | Equipa 2008 | Equipa 2010                        |
| -------------------- | ------------------ | ------------- | ----------- | ---------------------------------- |
| Danilo Andrenacci    | 07.02.1978         | Itália        |             | CDC-Cavaliere                      |
| Giuseppe Atzeni      | 04.08.1978         | Suíça         | Ex-pró      |                                    |
| Michael Bär          | 12.01.1988         | Suíça         |             | Atlas Personal-BMC                 |
| Armando Camelo.      | 26.01.1981         | Itália        |             |                                    |
| Guillaume Dessibourg | 24.12.1986         | Suíça         | Néo-pró     | Atlas Personal-BMC                 |
| Sante Di Nizio       | 05.03.1984         | Itália        |             |                                    |
| Christopher Duperrut | 18.09.1988         | Suíça         |             |                                    |
| Tobias Eggli         | 19.06.1986         | Suíça         |             | Adageo Energy                      |
| Marco Ghiselli       | 19.05.1982         | Itália        |             |                                    |
| Daniel Henggeler     | 29.12.1988         | Suíça         |             | Price-Custom Bikes                 |
| Nico Keinath         | 14.01.1987         | Alemanha      | Ista        | NetApp                             |
| Alex Meenhorst       | 26.02.1987         | Nova Zelândia | Néo-pró     | NetApp                             |
| Julián Muñoz         | 15.08.1983         | Colômbia      |             | UMA-EPM                            |
| Americo Novembrini   | 08.08.1986         | Itália        |             | Suspensão para dopagem             |
| Bernhard Oberholzer  | 08.09.1985         | Suíça         |             | Price-Custom Bikes                 |
| Leopoldo Rocchetti   | 19.01.1986         | Itália        | Néo-pró     | Miche                              |
| Gianfranco Visconti  | 18.02.1983         | Itália        | Néo-pró     | Betonexpressz 2000-Universal Caffé |

Vitórias
| Data       | Corrida                                    | País  | Classe | Vencedor     |
| ---------- | ------------------------------------------ | ----- | ------ | ------------ |
| 28/08/2009 | 2. ª etapa do Grande Prêmio Guillermo Tell | Suíça | 2.2    | Nico Keinath |

Elenco
Vitórias